# Тутлінген
Тутлінген (нім. Tuttlingen) — місто в Німеччині, знаходиться в землі Баден-Вюртемберг. Підпорядковується адміністративному округу Фрайбург. Адміністративний центр району Тутлінген.
Площа — 90,48 км². Населення становить 36 507 ос. (станом на 31 грудня 2020).